# Blendi Fevziu
Blendi Fevziu, född den 18 maj 1969 i Tirana i Albanien, är en albansk journalist. Han är en av grundarna av tidningen Rilindja Demokratike (RD)  och leder den populära TV-pratshowen Opinion. Han har skrivit flera böcker på albanska.